# Parc natural de la península de Llevant
Der Parc natural de la península de Llevant (kastilisch Parque natural de la península de Llevant ‚Naturpark der Halbinsel des Llevant‘) ist ein Naturschutzgebiet im Nordosten der spanischen Baleareninsel Mallorca, in der Region (Comarca) Llevant.
Der heute 1671,96 Hektar große Naturpark wurde durch das Dekret 127/2001 der Regierung der Balearischen Inseln (Govern de les Illes Balears) am 9. November 2001 unter Schutz gestellt. Er gilt als Naturgebiet von besonderem Interesse (Àrea natural d’especial interès / ANEI) nach dem Gesetz 1/1991 des balearischen Parlaments und als besondere Vogelschutzzone (Zona de Especial Interés para la Avifauna / ZEPA) nach der Richtlinie 79/409/EWG der Europäischen Kommission.

## Geografie

### Geografische Lage

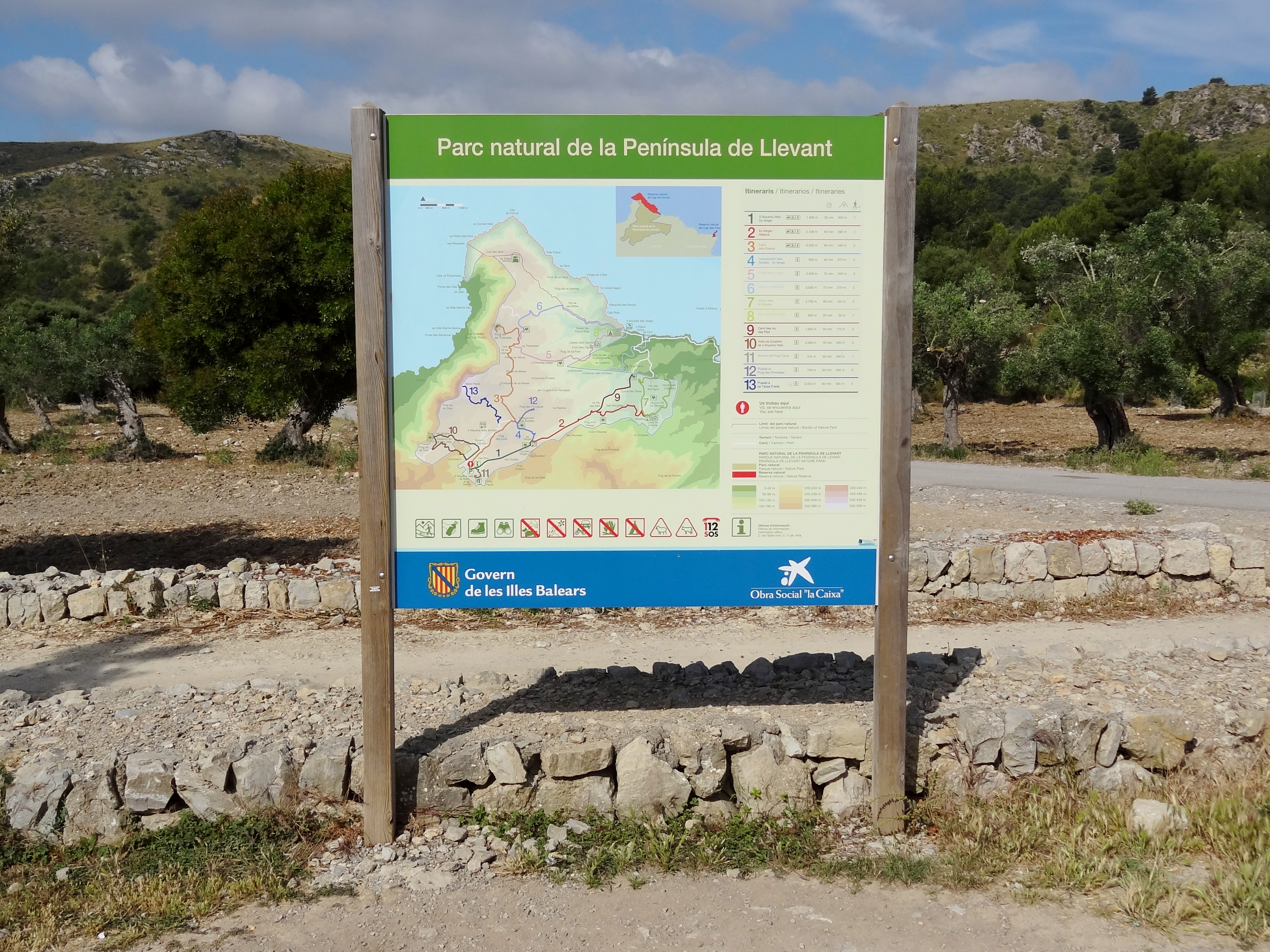
Informationstafel bei s’Alqueria Vella

Bei seiner Gründung im Jahr 2001 umfasste der Naturpark der Halbinsel des Ostens (Llevant) eine Fläche von 21.507 Hektar, davon 16.232 Hektar Land- und 5.275 Hektar Meeresfläche. Siedlungsflächen ausgrenzend erstreckte sich der Naturpark fast über die gesamte Halbinsel von Artà innerhalb der Gemeindegebiete von Artà, Capdepera, Son Servera bis einschließlich kleinerer Flächen von Sant Llorenç des Cardassar, Manacor und Santa Margalida. Er reichte vom Cap de Ferrutx im Norden bis zur Halbinsel Punta de n’Amer im Süden und vom Torrent de na Borges bei Son Serra de Marina im Westen bis zum östlichsten Punkt Mallorcas, dem Punta de Capdepera.
Die Einsprüche der privaten Eigentümer der betroffenen Ländereien zwangen die balearische Regierung, die Schutzzone am 22. Dezember 2003 im Rahmen des Gesetzes 10/2003 auf die Güter in öffentlicher Hand zu beschränken. Dadurch wurde die Fläche des Naturparks um 92,23 % reduziert. Die heutige Parkfläche von 1671 Hektar befindet sich mit 1658 Hektar zum größten Teil im Gemeindegebiet von Artà, im Norden des Gebirgszuges Massís d’Artà mit den Bergen Puig Morei (sa Talaia Freda) und Puig de sa Tudossa bis zum Cap de Ferrutx. Dabei sind der nördliche Küstenabschnitt vom westlichen Kap ses Roquetes bis zum Strand von s’Arenalet des Verger wie auch das nur 13 Hektar große separierte Gebiet am Cap des Freu in der Gemeinde Capdepera als Naturreservate ausgewiesen. Das Naturparkgebiet von Artà gehört zu den öffentlichen Gütern Aubarca (auch Albarca), Es Verger und S’Alqueria Vella.

## Lebewesen

### Pflanzenreich (Flora)
Der größte Teil des nordöstlichen Naturparks von Mallorca ist Buschland, auch Garriga genannt, dominiert durch sprießende Pflanzenarten wie Zwergpalmen (Chamaerops humilis) und Dissgras (Ampelodesmos mauritanica). Der offene Bewuchs ist Resultat der ehemaligen Weidebewirtschaftung der Landgüter im Norden der Gemeinde Artà, zu deren Zweck man Feuer zur Regenerierung der Flächen einsetzte. Das oftmalige Abbrennen der Weiden, um die Flächen für Schafe und Ziegen offen zu halten, führte zur Verdrängung der hier eigentlich heimischen Wälder. Diese, bestehend aus Stein-Eichen (Quercus ilex) und Aleppo-Kiefern (Pinus halepensis), konnten sich nur in einigen Senken und an den Läufen der Sturzbäche, den Torrents, halten.

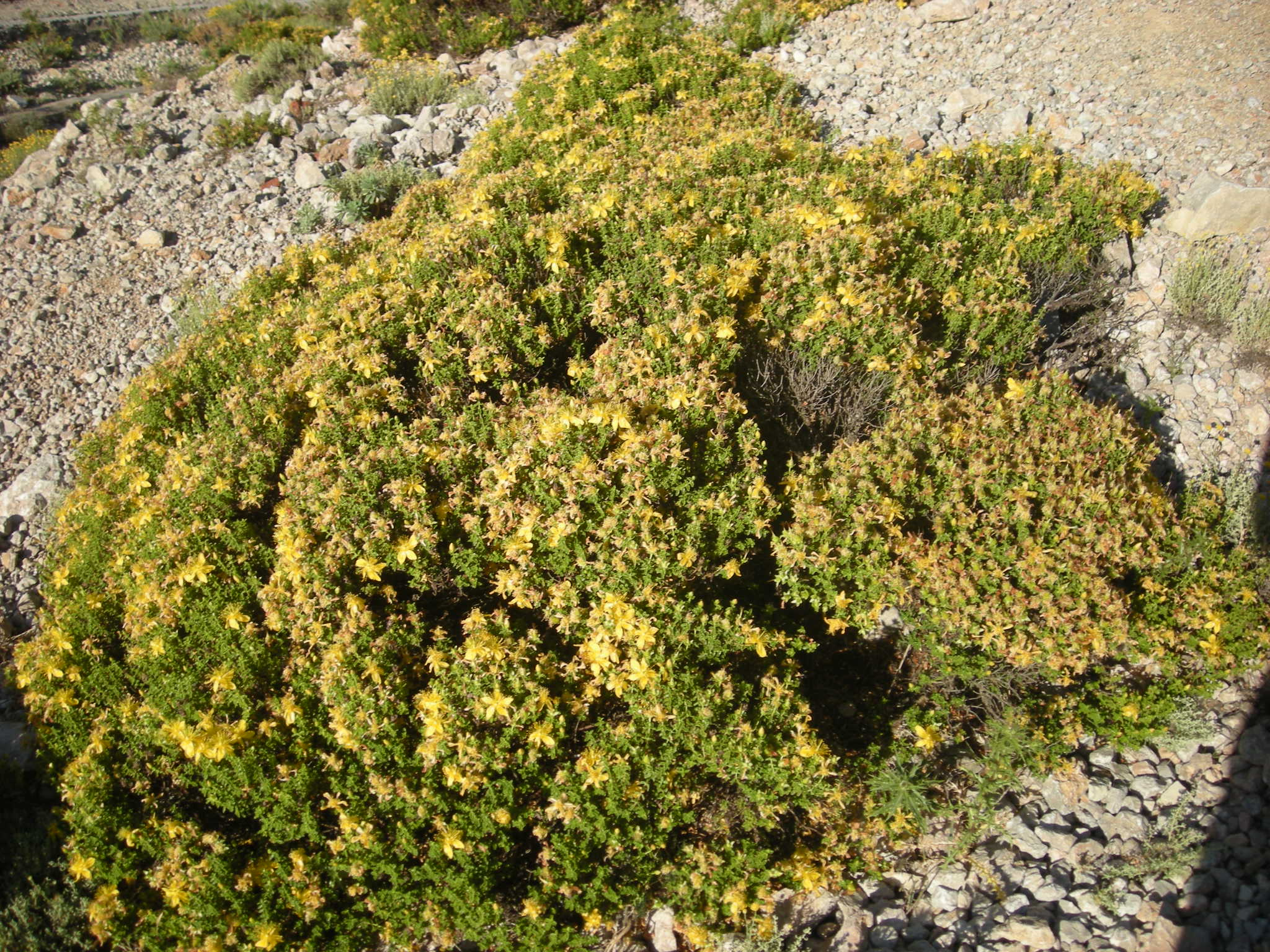
Balearen-Johanniskraut

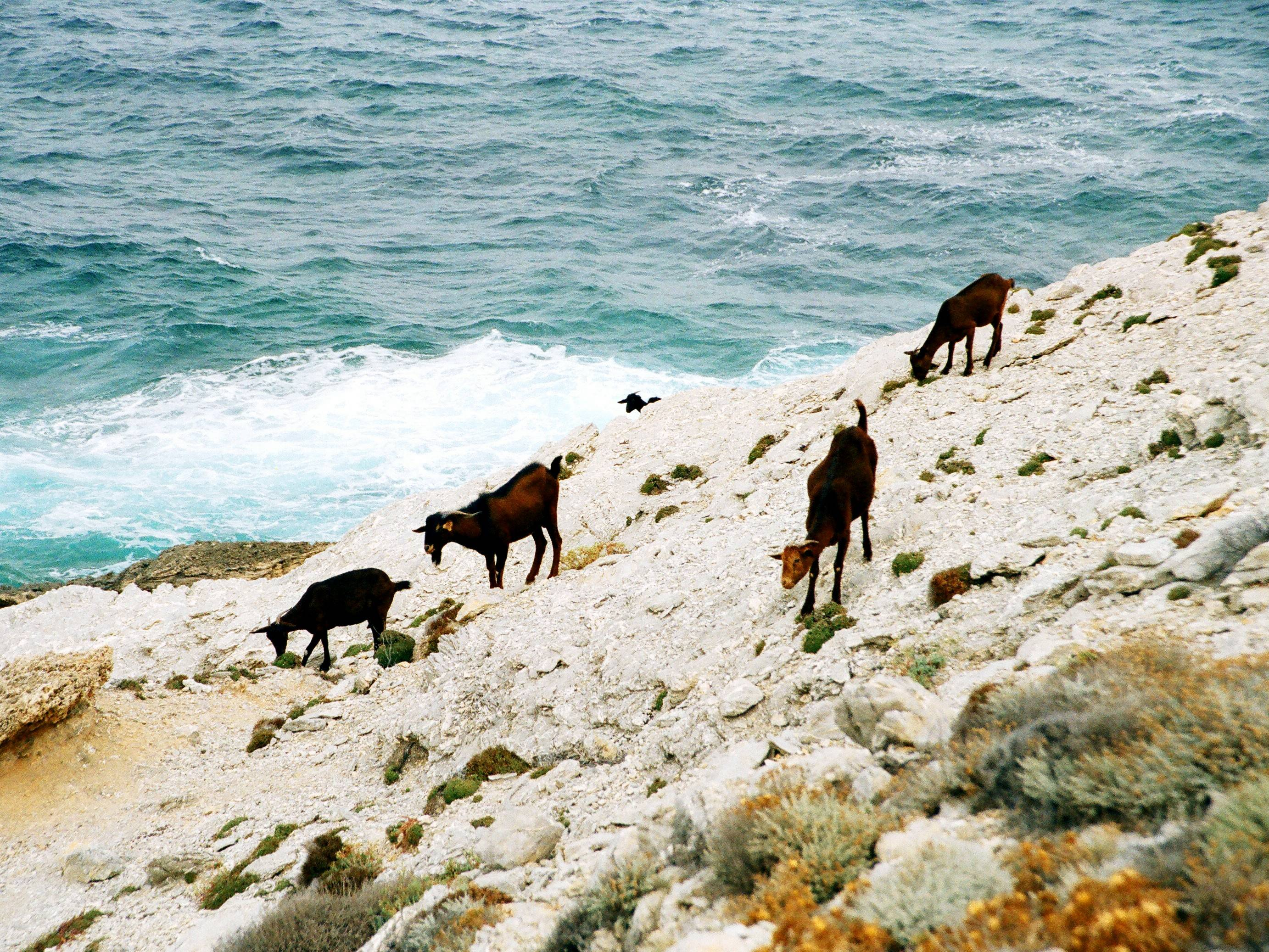
Wildziegen an der Küste

Im Zuge des sich entwickelnden Tourismus auf Mallorca wurde der landwirtschaftliche Betrieb in weniger rentablen Gebieten der Insel aufgegeben. Zurück blieben auch im Naturpark des Llevant ausgedehnte Oliven-, Mandel-, Feigen- und Johannisbrotbaumkulturen. Als endemische Pflanzenarten kommen in der vielfältigen Landschaft des Parc natural de la Península des Llevant unter anderem das Balearische Johanniskraut (Hypericum balearicum) und der Meeres-Gamander (Teucrium marum subsp. occidentale) vor.

### Tierwelt (Fauna)
Auch unter den Tieren sind einige nur auf den Balearischen Inseln heimische Endemiten anzutreffen. Dazu gehören eine Art der Schnirkelschnecken (Iberellus balearicus), der Höhlen-Pseudoskorpion (Chthonius balearicus), die Balearische Wechselkröte (Bufo viridis balearica) und die Balearengrasmücke (Curruca balearica). Neben diesen eher unscheinbaren Arten sind hingegen die Vielzahl wilder Ziegen auffällig, denen die offene Landschaft und die felsige Küste einen geeigneten Lebensraum bieten. Weitaus weniger dem menschlichen Auge sichtbar sind die Kolonien der Mittelmeerschildkröten (Testudo hermanni hermanni), deren Bestände sich in dem Naturpark erholen.
Auffallend sind die reichhaltigen Vogelpopulationen auf der Halbinsel des Llevant. Im Naturpark nisten vor allem Korallenmöwen (Larus audouinii), Krähenscharben (Phalacrocorax aristotelis) und Kormorane (Phalacrocorax carbo). An Greifvögeln sind Zwergadler (Hieraaetus pennatus), Wanderfalken (Falco peregrinus) und Eleonorenfalken (Falco eleonorae), seltener Fischadler (Pandion haliaetus) und Schmutzgeier (Neophron percnopterus) heimisch. Zurzeit wird versucht, Rotmilane (Milvus milvus) anzusiedeln, von denen Jungtiere zu diesem Zweck ausgesetzt wurden.

## Zugang
Durch den Naturpark führen mehrere Wanderwege. Zu erreichen sind diese von der Landstraße MA-3333 von Artà in Richtung der Ermita de Betlem, wo sich fünf Kilometer hinter Artà rechtsseitig der Abzweig zum Eingang des Landgutes s’Alquera Vella befindet. Bei s’Alquera Vella d’Avall wurde für die Besucher des Naturschutzgebietes ein Parkplatz angelegt. Von hier führen zwei Wege einmal in Richtung Osten zum Landgut von Aubarca (Albarca), zum anderen nach Norden über die Gebäudereste des Campament dels Soldats zum Puig de sa Tudossa. Auf dem Gut Aubarca gibt es einen markierten Rundwanderweg, während man vom Puig de sa Tudossa ostwärts auf zwei verschiedenen Wegstrecken zum Strand von s’Arenalet des Verger gelangt.
Eine weitere Möglichkeit, den Parc natural de la Península de Llevant zu erreichen, besteht in der Nutzung des Küstenwanderweges Caminet del Carabiners (Camí dels Carabiners), ausgehend von der Cala Estreta in Richtung Westen. Diese schmale Felsenbucht liegt am Ende der Landstraße von Artà über sa Duaia zu den Stränden von Cala Torta und Cala Mitjana. Am Ende des Küstenwanderweges, von der Cala Estreta etwa 5,5 Kilometer entfernt, befindet sich der Strand s’Arenalet des Verger am Penya Roja („Roter Felsen“). Abseits des geschlossenen Naturpark-Gebietes in seiner heutigen Ausdehnung befindet sich das Naturreservat am Cap des Freu zwischen der Cala Agulla und der Cala Mesquida in der Gemeinde Capdepera, unterhalb des 271 Meter hohen Talaia de son Jaumell.